# Nacionalisme banal
El nacionalisme banal, segons ho ha conceptualitzat el científic social britànic Michael Billig, és un conjunt de pràctiques, hàbits, creences i signes que les nacions establertes -aquelles que estan segures de la seva pròpia continuïtat- manifesten de forma quotidiana, rutinària, subtil i familiar per a reproduir-se com a tals i així recordar a la gent la seva pertinença i lleialtat a la mateixa nació. Així «banal» s'ha d'entendre en el sentit de «comú», «quotidià».
L'edició original anglesa de Banal Nationalism fou publicada l'any 1995 i el 2006 fou traduïda al català per l'Editorial Afers i la Universitat de València.

## Concepte
Benedict Anderson estableix el concepte de «comunitat imaginada» en què els seus membres, tot i no conèixer ni saber de la majoria dels seus compatriotes, hi ha una fraternitat i una companyonia horitzontal tot i que hi hagi relacions de desigualtat i explotació.
Als habitants que conformen aquesta comunitat se'ls recorda constantment que viuen en comunitats (nacions) perquè no oblidin la seva identitat nacional, una identitat que es diferencia d'altres comunitats (nacions) estrangeres. D'aquesta manera, el nacionalisme no es manifesta únicament de manera intermitent sota condicions extraordinàries ni tampoc desapareix en situacions de normalitat; sinó que converteix en endèmic com a part de la vida quotidiana. Michael Billig indica quins són els mecanismes emprats per recordar a la ciutadania la seva posició en el món de les nacions i reproduir la comunitat imaginada, així s'adopten dues formes de nacionalisme: un manera explícita, que abasta tant una expressió obertament hostil i xenòfoba en èpoques de crisi, com també una expressió ritual, cerimonial i celebratòria; i una altra forma banal, de caràcter subtil i familiar, que passa desapercebuda, és a dir, no seria una bandera onejada amb vigor i conscientment com a manifestació d'orgull nacional, sinó una bandera que penja a l'exterior d'un edifici públic.
D'aquesta manera, el nacionalisme banal pot entendre's com els mecanismes ideològics que permeten a les nacions establertes manifestar-se i reproduir-se de forma diària i quotidiana en les vides de la ciutadania, i també subtil -sense atenció conscient de les persones-; i es realitza a través d'institucions, pràctiques, hàbits familiars, símbols i imaginaris col·lectius, amb el que se li recorda a la ciutadania tant la seva pertinença a una comunitat nacional en un món de nacions, com els elements que caracteritzen i representen la identitat nacional. A través de l'exposició constant, inadvertida i familiar dels elements d'identitat nacional es persuadeix a la ciutadania d'acceptar la identitat de la nació en la qual es desenvolupa.
En estar caracteritzat el nacionalisme banal en el seu caràcter quotidià, diluït i ocult en el dia a dia, tendeix a ser oblidat i fins i tot negat, no reconeixent-se a si mateix com a tal, això és el que anomena Billig com «oblit sociològic». El nacionalisme banal per tant, passa inadvertit i forma part del paisatge quotidià, i no es reconeix com a tal nacionalisme. Com el nacionalisme banal no es descriu com a tal nacionalisme, el que passa és que nega el seu propi nacionalisme i el denomina com «patriotisme», el que el converteix en una força positiva, que proporciona estabilitat i sentit d'identitat a la pròpia comunitat; mentre que considera el nacionalisme com una cosa irracional i perillosa propi de fanàtics, que opera a la perifèria de l'Estat o de la civilització occidental, i que consisteix en sentiments negatius projectats contra altres comunitats nacionals. Un exemple pot ser el de Txecoslovàquia abans de la seva divisió, ja que allí quan un txec s'identificava amb la seva nació era considerat un «patriota», mentre que quan un eslovac s'identificava amb la seva era titllat de «nacionalista, xovinista, feixista i destructor de l'Estat». Això està relacionat amb el concepte de nacionisme, teoritzat pel sociolingüista Joshua Fishman, el qual distingeix entre la identitat sociocultural compartida per un grup de persones (nacionalitat) i l'entitat politicoterritorial on habiten (nació), i en aquest sentit el nacionisme buscaria el manteniment de les fronteres polítiques fent que el nacionalisme (que persegueix la unificació sociocultural) abasti aquestes fronteres polítiques creant una nacionalitat més gran.
Manifestacions
La naturalització dels hàbits i símbols que defineixen la identitat nacional, i que es presenten de forma ostensible sinó subtil, quotidiana i habitual, i que es manifesta de diferents maneres, ja que si depengués únicament i exclusivament del discurs polític podria no arribar a les vides quotidianes de milers o milions de persones.
Llenguatge
L'ús de marcadors lingüístics en el llenguatge quotidià: tant petites paraules díctiques que denoten les fronteres del grup: «nosaltres», «ells», «aquest», «aquí» o «la nostra terra natal», Així com l'ús de l'article determinat (el president, l'economia, el temps ...) per pressuposar el mateix marc nacional.
Premsa
Separar les notícies nacionals de les internacionals.
Escola
Es manifesta en la realització de cerimònies rutinàries escolars com el cant de l'himne per l'assemblea escolar, el Jurament de Lleialtat, o la hissada de la bandera; així com en el currículum ocult pel qual s'inculca el llenguatge nacional com el llenguatge vehicular de l'escola, l'ús de poemes nacionals per ensenyar a llegir i escriure, l'ensenyament de l'himne nacional o la dedicació a l'ensenyament de la història nacional, per la qual es recorda a la ciutadania un passat compartit.
Geografia
Reproducció del mapa del territori nacional en documents públics i en els medis -amb ombrejat diferent per als altres països-.
Símbols nacionals
La presència quotidiana i subtil dels símbols nacionals -com les banderes que pengen a l'exterior dels edificis públics, l'exhibició de la bandera en pel·lícules, samarretes o balcons, la utilització de banderes per identificar les llengües en instruccions o prospectes, o l'himne essent interpretat-, no només assegura la lleialtat a l'Estat sinó que també recorda a la ciutadania d'una comunitat nacional la seva història col·lectiva. El símbol nacional és com un marcador històric que enllaça a esdeveniments passats que van contribuir a forjar el símbol nacional i que atorga als ciutadans un sentit d'identitat col·lectiva, així per exemple hi ha el moviment «Lieux de Memorie» que es va originar a França sota la direcció de l'historiador Pierre Nora.
Monedes i segells
Esdeveniments esportius
L'organització de les seccions nacionals, els càntics i símbols nacionals enarborats com estendards, i les victòries esportives convertides en triomfs nacionals, tot això convertit en un espectacle de masses projecten de forma multiplicadora la consanguinitat i horitzontalitat entre els connacionals, convertint-se en un dels principals mecanismes de nacionalisme banal.